# Foenatopus ruficollis
Foenatopus ruficollis  (лат.) — вид наездников рода Foenatopus из семейства Stephanidae. Вьетнам, Китай (Guangdong, Guangxi, Taiwan, Hainan).

## Описание
Эндопаразиты насекомых. Длина тела самок 8,5-14?5 мм, длина переднего крыла 5,6-5,9 мм, длина яйцеклада 10,5-14,8 мм. Жгутик усиков самок 28-члениковые. От близких видов отличается следующими признаками: верхняя часть головы и пронотум поперечно-бороздчатые, птеростигма сравнительно короткая и широкая, задние бёдра с 3 крупными вентральными зубцами.
Основная окраска тела коричневато-чёрная (ноги светлее). Голова и 3-й тергит с желтоватыми отметинами. Шея спереди выемчатая, с мелкими бороздками; задняя часть пронотума градуально сливается с оставшейся частью переднеспинки; метаплеврон узкий; жилка 2-SR и 2-SR+M переднего крыла отсутствует; жилка 2-CU1 переднего крыла не полностью редуцирована; задние голени сплющены в базальной части; задние лапки самок 3-члениковые.